# Енисей (женский волейбольный клуб)
«Енисе́й» (до 1995 — «Сибирячка», 1995—1997 — «Ника», 1997—2000 — «Богур», 2000—2003 — «Енисеюшка», 2003—2004 — «Метрострой», 2004—2010 — «Строитель», 2010—2012 — «Юность») — российская женская волейбольная команда из Красноярска.

## Достижения
- бронзовый призёр чемпионата России 2017.
- двукратный серебряный призёр розыгрышей Кубка России — 2017, 2018.
- 5-кратный победитель Кубка Сибири и Дальнего Востока — 2005, 2012, 2015, 2016, 2021.
  - 3-кратный серебряный призёр Кубка Сибири и Дальнего Востока — 2014, 2017, 2018.
- Полуфиналист Кубка Вызова ЕКВ 2017.

## История
В 1992 году в чемпионате России дебютировала женская волейбольная команда «Сибирячка» из Красноярска. Спортсменки из крупнейшего города Восточной Сибири играли в высшей лиге «Б» (второй по значимости дивизион на тот момент), но выступили неудачно, замкнув турнирную таблицу и опустившись рангом ниже – в первую лигу. В последующие годы название команды многократно менялось − «Ника», «Богур», «Енисеюшка», «Метрострой», «Строитель». С 1998 года красноярские волейболистки выступали в высшей лиге (с 2001 – высшая лига «А»). 
В 2004 «Метрострой» вышел в суперлигу, но лишь на один сезон. Одержав за весь чемпионат 2004/05 всего 3 победы в 30 матчах, «Строитель» (название команды с 2004 года) занял последнее место и вернулся в высшую лигу «А». В дальнейшем «Строитель» в основном ограничивался местами в середине турнирной таблицы своей сибирско-дальневосточной зоны второго по значимости дивизиона российского женского чемпионата.
В 2010 году «Строитель» был переименован в «Юность», а через два года вошёл в структуру волейбольного клуба «Енисей», по которому получил своё очередное название (уже 8-е в своей истории). Чемпионат 2011/12 команда закончила на 2-м месте в высшей лиге «А» и получила путёвку в суперлигу, пребывание в которой, как и 9 лет назад, вновь ограничилось лишь одним сезоном. 
В 2015/16 команда из Красноярска в третий раз в своей истории взяла старт в главном дивизионе отечественного волейбола и на этот раз гораздо более успешно, закончив чемпионат на 7-м месте.
Сезон 2016/17 для красноярской команды стал самым удачным в её истории. Сначала «Енисей» впервые вышел в финальный раунд Кубка России, где в упорной борьбе всё же остался без медалей, а затем дошёл до полуфинала Кубка вызова ЕКВ, где лишь в дополнительном сете уступил путёвку в финал греческому «Олимпиакосу». Наивысший успех в том сезоне ждал «Енисей» в плей-офф чемпионата России. В четвертьфинале красноярки в двух матчах переиграли краснодарское «Динамо», в полуфинале уступили «Динамо» московскому, а в серии за «бронзу» вырвали победу у «Уралочки-НТМК».
В 2017 и 2018 «Енисей» дважды подряд играл в финалах Кубка России, но оба раза уступал своим соперникам, соответственного казанскому и московскому «Динамо» в трёх партиях.

## Результаты в чемпионатах России
| Сезон     | Название команды | Лига                                  | Место |
| --------- | ---------------- | ------------------------------------- | ----- |
| 1992/93   | «Сибирячка»      | Высшая лига «Б»                       | 12    |
| 1993/94   | «Сибирячка»      | Первая лига (Сибирь—Дальний Восток)   | ?     |
| 1994/95   | «Сибирячка»      | Первая лига (Сибирь—Дальний Восток)   | ?     |
| 1995/96   | «Ника»           | Первая лига                           | 5     |
| 1996/97   | «Ника»           | Первая лига                           | 18    |
| 1997/98   | «Богур»          | Первая лига (Сибирь—Дальний Восток)   | 3     |
| 1998/99   | «Богур»          | Высшая лига                           | 13—16 |
| 1999/2000 | «Богур»          | Высшая лига (Сибирь—Дальний Восток)   | 6     |
| 2000/01   | «Енисеюшка»      | Высшая лига (Сибирь—Дальний Восток)   | 10    |
| 2001/02   | «Енисеюшка»      | Высшая лига А (Сибирь—Дальний Восток) | 9     |
| 2002/03   | «Енисеюшка»      | Высшая лига А                         | 7     |
| 2003/04   | «Метрострой»     | Высшая лига А                         | 2     |
| 2004/05   | «Строитель»      | Суперлига                             | 12    |
| 2005/06   | «Строитель»      | Высшая лига А                         | 3     |
| 2006/07   | «Строитель»      | Высшая лига А (Сибирь—Дальний Восток) | 8     |
| 2007/08   | «Строитель»      | Высшая лига А                         | 5     |
| 2008/09   | «Строитель»      | Высшая лига А (Сибирь—Дальний Восток) | 6     |
| 2009/10   | «Строитель»      | Высшая лига А (Сибирь—Дальний Восток) | 4     |
| 2010/11   | «Юность»         | Высшая лига А                         | 5     |
| 2011/12   | «Юность»         | Высшая лига А                         | 2     |
| 2012/13   | «Енисей»         | Суперлига                             | 12    |
| 2013/14   | «Енисей»         | Высшая лига А                         | 6     |
| 2014/15   | «Енисей»         | Высшая лига А                         | 3     |
| 2015/16   | «Енисей»         | Суперлига                             | 7     |
| 2016/17   | «Енисей»         | Суперлига                             | 3     |
| 2017/18   | «Енисей»         | Суперлига                             | 4     |
| 2018/19   | «Енисей»         | Суперлига                             | 5     |
| 2019/20   | «Енисей»         | Суперлига                             | 12    |
| 2020/21   | «Енисей»         | Суперлига                             | 10    |
| 2021/22   | «Енисей»         | Суперлига                             | 10    |
| 2022/23   | «Енисей»         | Суперлига                             | 9     |
| 2023/24   | «Енисей»         | Суперлига                             | 10    |
| 2024/25   | «Енисей»         | Суперлига                             | 12    |

## Волейбольный клуб «Енисей»
ВК «Енисей» с января 2012 года кроме двух мужских команд («Енисей» и «Енисей»-2) включает и две женские волейбольные команды:
- «Енисей» — выступает в суперлиге,
- «Енисей»-2 — выступает в Молодёжной лиге.

Генеральный директор — Алексей Маслов, спортивный директор — Сергей Хубаев.

## Арена
С января 2012 года домашние матчи команда проводит в Дворце Спорта им. Ивана Ярыгина. Адрес в Красноярске: Остров Отдыха, 12.

## Сезон 2024—2025
- Пришли: Ю.Прокофьева («Ленинградка»), А.Бавыкина («Куаныш», Казахстан), главный тренер А.Смирнов.
- Ушли: В.Велисевич, В.Дохновская, Т.Маркевич, Т.Дмитриева.
- Дозаявлена: А.Чирович.
- Отзаявлена: Ю.Прокофьева.

### Состав
| №  | Имя, фамилия         | Год рождения | Рост | Амплуа      | Гражданство |
| -- | -------------------- | ------------ | ---- | ----------- | ----------- |
| 1  | Яна Даций            | 2001         | 168  | либеро      | Россия      |
| 3  | Юлия Синицкая        | 1996         | 188  | центральная | Россия      |
| 4  | Ирина Шляхтова       | 2000         | 189  | центральная | Россия      |
| 7  | Анастасия Бавыкина   | 1992         | 188  | нападающая  | Россия      |
| 8  | Александра Чирович   | 1997         | 179  | связующая   | Сербия      |
| 9  | Мария Фролова        | 1986         | 178  | нападающая  | Россия      |
| 11 | Арина Костина        | 2007         | 191  | центральная | Россия      |
| 12 | Кристина Бесман      | 1996         | 184  | связующая   | Азербайджан |
| 13 | Елизавета Салтыкова  | 2004         | 185  | нападающая  | Россия      |
| 14 | Елизавета Мазина     | 2004         | 190  | нападающая  | Россия      |
| 19 | Софья Писаревская    | 2002         | 184  | нападающая  | Россия      |
| 20 | Софья Охрименко      | 2004         | 190  | центральная | Россия      |
| 21 | Арина Савватеева     | 2005         | 175  | либеро      | Россия      |
| 22 | Валерианна Распутина | 2003         | 183  | нападающая  | Россия      |

- Главный тренер — Андрей Смирнов (до октября); с октября — Николай Вахрушев..
- Тренер — Антон Лутошкин.
- Тренер-статистик — Дмитрий Журавлёв.